# Dermographismus

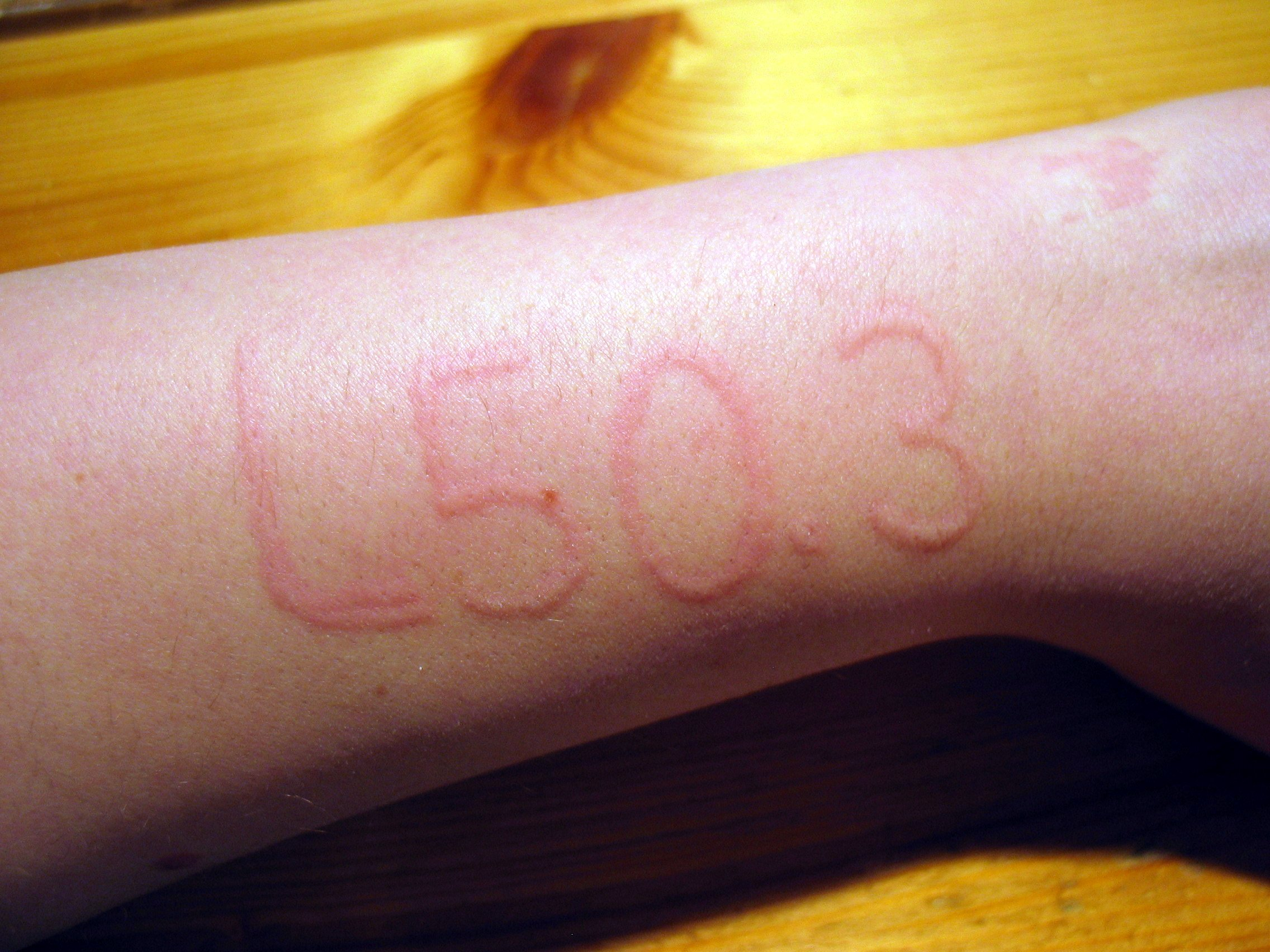
Urtikarieller Dermographismus

Der medizinische Begriff Dermographismus (oder Dermografismus, von griechisch derma – „Haut“, graphein – „Schrift“) bedeutet übersetzt so viel wie Hautschrift oder Hautzeichnung. Das medizinische Erscheinungsbild wurde 1858 erstmals beschrieben.
Dermographismus kann ein Symptom eines Mastzellaktivierungssyndroms (MCAS) sein.

## Erscheinungsformen
Im Normalfall tritt der so genannte Dermographismus ruber (roter Dermographismus) auf. Er beschreibt die typischen roten Streifen, die aufgrund einer Vasodilatation nach dem Bestreichen der Haut mit einem stumpfen Stift oder Holzspatel auftreten. Bei dem so genannten Dermographismus albus (weißer Dermographismus) kommt es dabei nach der mechanischen Reizung der Haut als Folge einer Vasokonstriktion zu charakteristischen weißen Streifen. Der weiße Dermographismus deutet auf die erhöhte Neigung zu einer Atopie hin. Der urtikarielle Dermographismus (quaddelförmiger Dermographismus) ist ein Symptom der Urticaria factitia oder der Mastozytose (Darier-Zeichen) und entsteht aufgrund einer vermehrten Histamin-Ausschüttung.

## Anwendung in der Kosmetik
Bevor kosmetische Gesichtsbehandlungen durchgeführt werden können, die gut auf den Kunden zugeschnitten sind, werden einige Hautfunktionen geprüft. Dazu zählt auch ein Hautschreibungstest, der die Sensibilität der Haut überprüft. Dabei wird vorsichtig mit einem Kosmetikspatel ein Kreuz auf der Haut im Gesicht angedeutet. Wie lange die Haut an dieser Stelle gerötet bleibt, gibt eine Aussage darüber, wie sensibel die Haut des Kunden ist. Je länger die Haut gerötet bleibt, desto empfindlicher ist die Haut.